# Động đất Shizuoka 2011
Động đất Shizuoka 2011 (静岡県東部地震 Shizuoka-ken toо̄bu jishin) xảy ra vào lúc 22:31 (JST), ngày 15 tháng 3 năm 2011. Trận động đất có cường độ Mw 6,0 hoặc MJMA 6,4, tâm chấn độ sâu khoảng 9 km. Hậu quả trận động đã làm 80 người bị thương, nhiều đường xá bị nứt và gây mất điện một số khu vực.